# Opius ambirius
Opius ambirius är en stekelart som beskrevs av Goureau 1851. Opius ambirius ingår i släktet Opius och familjen bracksteklar. Inga underarter finns listade i Catalogue of Life.